# Sandelholzartige

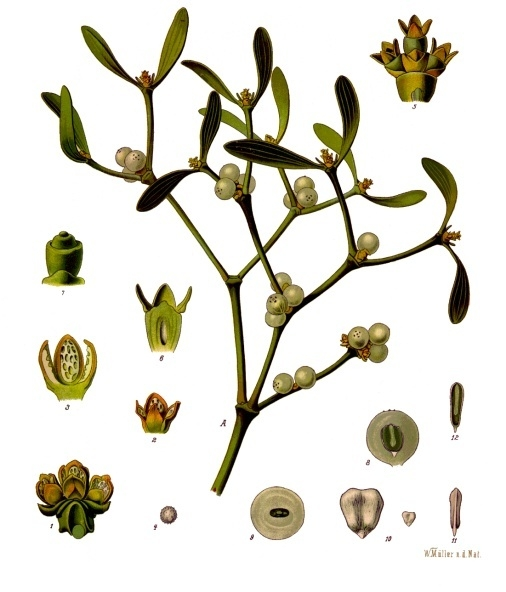
Illustration der Weißen Mistel (Viscum album)

Die Sandelholzartigen (Santalales) sind eine Ordnung der Bedecktsamigen Pflanzen (Magnoliopsida).
Der Sandelholzbaum (Santalum album) liefert Nutzholz und Sandelholzöl. Bekannt sind auch die Halbschmarotzer Misteln (Viscum). Ein Großteil der Arten sind Halbschmarotzer; sie versorgen sich also über ihre Wirtspflanze mit Nährstoffen, haben aber Blattgrün zur eigenständigen Photosynthese.

## Beschreibung
Es sind holzige Pflanzen: meistens Sträucher, selten Bäume oder Lianen; oder es sind parasitische krautige Pflanzen. Die Laubblätter sind meistens wechselständig. Nebenblätter sind keine vorhanden. 
Die Pflanzenarten sind meistens zweihäusig getrenntgeschlechtig (diözisch), selten einhäusig (monözisch). Die Blütenstände sind oft Zymen. Die sehr kleinen, radiärsymmetrischen Blüten sind zwittrig oder eingeschlechtig und sind drei- bis sechszählig (selten achtzählig). Es sind meistens drei, selten zwei, vier oder fünf Fruchtblätter vorhanden. Der Fruchtknoten ist unterständig. Es werden Beeren, einsamige Steinfrüchte oder Nüsse gebildet.

## Systematik und Verbreitung
Die Santalales sind innerhalb der Kerneudikotyledonen die Schwestergruppe der Klade aus Caryophyllales + Asteriden.
Die Vertreter der Ordnung Santalales kommen weltweit, außerhalb kalter Gebiete vor. Besonders artenreich ist diese Ordnung in den Tropen.
Zur Ordnung der Sandelholzartigen gehören folgende sieben Familien mit etwa 151 Gattungen und über 1000 Arten:
- Balanophoraceae: Die etwa 17 Gattungen mit 50 Arten sind Wurzel-Parasiten und hauptsächlich tropisch verbreitet.
- Riemenblumengewächse (Loranthaceae): Die etwa 68 Gattungen mit 950 Arten sind fast weltweit verbreitet, nur wenige Arten gedeihen in den gemäßigten Breiten.
- Misodendraceae: Sie enthält nur eine Gattung mit elf Arten:
  - Misodendrum Banks ex DC.: Es sind Stamm-Parasiten an Nothofagus-Arten im kühl-gemäßigten südlichen Südamerika.
- Olacaceae Juss.: Sie enthält nach APG IV[2] die Gattungen der ehemaligen Familien Aptandraceae Miers, Coulaceae Tiegh., Erythropalaceae Planch. ex Miq. nom. cons., Octoknemaceae Soler. nom. cons., Strombosiaceae Tiegh., Ximeniaceae Horan.
- Opiliaceae: Die Verbreitung ist pantropisch und es sind 10 bis 13 Gattungen mit etwa 60 Arten enthalten. Es sind parasitische Bäume und Sträucher.
- Sandelholzgewächse (Santalaceae): Sie ist fast weltweit verbreitet und es sind etwa 44 Gattungen mit 990 Arten enthalten. Hierzu zähl auch die Gattung der Misteln (Viscum)
- Schoepfiaceae: Die nur drei Gattungen mit etwa 55 Arten sind in der Neotropis und Südostasien verbreitet.